# Brad Whitford
Brad Whitford, nome completo Bradley Ernest Whitford (Winchester, Massachusetts, 23 de fevereiro de 1952) é o guitarrista base do Aerosmith, ao lado de Joe Perry.

## Biografia
Brad entrou no Aerosmith aos 19 anos, substituindo Ray Tabano, e desde então reveza com Joe nas bases e nos solos de guitarra da banda.
Além da guitarra, Brad aprendeu a tocar trompete nas aulas que teve na escola durante três anos. Depois ganhou um violão de seu pai, mas encontrou seu instrumento ideal ao ganhar uma guitarra Winston Eletric vermelha e preta.
A primeira banda de Brad foi a Symbols of Resistance. Depois formou a Earth Incorporated. Tocou ainda em bandas como Teapot Dome, Spring Rain e Morlocks, todas bandas locais. Estudou na Berklee College of Music, mas saiu porque a escola era voltada para o jazz e ele queria tocar rock.
Em 1971, Brad tocou com a banda Justin Tyme em clubes de Sunapee. Lá, foi visto por Joe Perry e Tom Hamilton que estavam insatisfeitos com Ray Tabano no Aerosmith. Dias depois Joe convidou Brad para o Aerosmith. Brad aceitou e trocou de banda com Ray Tabano, que foi para a Justin Tyme.
Em 1980, Brad deixou o Aerosmith para tocar com Derek St. Holmes na banda Whitford/St. Holmes, que contava também com Dave Hewitt e Steve Peace. Em 1984, Brad retornou ao Aerosmith a todo vapor, e continua na banda até os tempos atuais.